# Jean-Christophe Napoléon
Jean-Christophe Napoléon (prins Napoléon, født Jean Christophe Louis Ferdinand Albéric Napoléon 11. juli 1986 i Saint-Raphaël) er i nogle bonapartisters opfattelse overhoved for huset Bonaparte og dermed prætendent til den imperiale trone.

## Karriere
Jean-Christophe Napoléon har studentereksamen med vægt på naturvidenskab og matematik fra 2004, hvorpå han studerede økonomi og matematik på Institut Privé de Préparation aux Études Supérieures i Paris 2004-2006. Han tog efterfølgende en master i ledelse fra HEC Paris i 2011 og senere en MBA fra Harvard Business School 2015-2017.
Han har boet i New York City, hvor han har arbejdet som investeringsanalytiker for Morgan Stanley, og senere i London som kapitalfondspartner i Advent International.

## Slægt
Prins Napoleon er andet barn og eneste søn af Charles Napoléon (prins Charles Bonaparte), søn af Louis Napoléon (prins Louis Napoleon), og Béatrice af Begge Sicilier. Hans forældre blev skilt i 1989 efter otte års ægteskab. Hans søster er prinsesse Caroline, født 24. oktober 1980, og fra sin faders andet ægteskab har han to halvsøstre, Sophie, født 18. april 1992 og Ahn, født 22. april 1998.
Titlen fransk prins blev grundlagt i forfatningen af 18. maj 1804, hvor Napoleon Bonaparte gjorde sig selv til kejser. Jean-Christophe fik titlen som slægtens overhoved i testamentet efter sin farfar, Louis, ved dennes død i 1997. Derved sprang han sin egen søn, Charles, over, idet han var utilfreds med Charles' accept af republikanske principper samt det, at han indgik sit andet ægteskab uden faderens accept.
Jean-Christophe er efterkommer af Jérôme Bonaparte, Napoleon Bonapartes lillebror. Gennem sin mor er han efterkommer efter Ludvig 15. af Frankrig, og via sin tiptipoldemor, prinsesse Clementine af Belgien, nedstammer han også fra Vilhelm 4. af Oranien, Karl 3. af Spanien, Frederik Vilhelm 1. af Preussen, Georg 2. af Storbritannien og Ludvig-Filip af Frankrig, den sidste franske konge.